# Laurence Rees
Laurence Rees (1957–) brit származású történész. Dokumentumfilmeket készített és számos könyvet írt a II. világháború totalitárius államai által elkövetett atrocitásokról. A BBC-nél a történelmi műsorok volt kreatív igazgatójaként dolgozott. Dokumentumfilmjeit és könyveit oktatási segédanyagként használják a brit iskolákban.

## Életrajz
Rees a Solihull School-ban és az Oxfordi Egyetemen tanult, és a  BBC Timewatch című sorozatának szerkesztőjeként kezdte el pályafutását. Ő írta, rendezte és gyártotta az 1997-es The Nazis: A Warning from History című, a 2001-es Horror in the East című és a 2005-ös Auschwitz: The Nazis and the 'Final Solution' című dokumentumfilm sorozatokat. Számos díjat nyert televíziós filmjeiért, beleértvén egy  BAFTA-díjat, egy Grierson Díjat, egy Nemzetközi Dokumentumfilm Díjat, egy British Press Guild Díjat és egy BANFF fesztiváldíjat. Szintén ő írta, rendezte és gyártotta a World War II Behind Closed Doors című dokumentumfilm sorozatot.
Sorozatainak megfelelően kézikönyveket is alkotott, amelyek a következők: The Nazis: A Warning from History, Horror in the East: Japan and the Atrocities of World War II, The War of the Century: When Hitler Fought Stalin és Auschwitz: A New History. 2006-ban a British Book Awards rendezvényén Auschwitzról szóló könyvével megnyerte az Év Történelemkönyve kitüntetést, amelynek mivoltából ő vált az első olyan személlyé, aki megnyerte mind a BAFTA-díjat egy általa írt, rendezett és gyártott televíziós sorozatért, mind a British Book Award díjat egy általa írt könyvért.
Their Darkest Hour: People Tested to the Extreme in WWII című könyvét 2007 szeptemberében adták ki az Ebury Press közreműködésével. 2005-ben a Sheffield University a történelemért és a televíziózásért tett szolgálataiért tiszteletbeli doktori fokozattal tüntette ki. 2010 májusában elindította a WW2History.com weboldalt, egy előfizetéses alapú, a II. világháborúról szóló multimédiás oktatási forrásfelületet. 2011-ben a The Open University tiszteletbeli doktori fokozattal (DUniv) tüntette ki.
The Daily Telegraph egy 2007-es könyvkritikában elismeréssel szólt Reesről, mondván: "Laurence Rees bárki másnál többet tett ebben az országban a televízióban levő színvonalas történelemért".

## Filmjei
- 2012 The Dark Charisma of Adolf Hitler – gyártó és író
- 2008 World War II: Behind Closed Doors
- 2005 Hitler's Place in History – vezető producer
- 2005 Auschwitz: The Nazis and the 'Final Solution – gyártó, rendező, író
- 2003 Colosseum: Rome's Arena of Death – társ- vezető producer
- 2002 Christmas Under Fire – vezető producer
- 2002 The Ship – vezető producer
- 2001 Timewatch: Bombing Germany – vezető producer
- 2001 Horror in the East – gyártó és író
- 2000 Conquistadors – vezető producer
- 2000 Sleeping with the Enemy – producer
- 2000 Hitlers Krieg im Osten – rendező
- 1999 War of the Century – gyártó és író
- 1998 In the Footsteps of Alexander the Great – vezető producer
- 1997 Tales from the Tomb: Lost Sons of the Pharaohs – vezető producer
- 1997 Timewatch: Secret Memories, vezető producer
- 1997 The Nazis: A Warning from History – gyártó, rendező és író
- 1995 Crusades – vezető producer
- 1995 Reputations: Pope Pius XII – the Pope, the Jews and the Nazis – vezető producer
- 1994 Reputations: Beria – Stalin's Creature – vezető producer
- 1992 We Have Ways of Making You Think – gyártó és író
- 1982 Timewatch – szerkesztő

## Könyvei
- The Dark Charisma of Adolf Hitler: Leading Millions into the Abyss. Ebury Press. 2012. ISBN 978-0091917630.
- World War II Behind Closed Doors: Stalin, the Nazis and the West. Pantheon. 2009. ISBN 978-0-307-37730-2.
- Their Darkest Hour: People Tested to the Extreme in WWII. Ebury Press. 2007. ISBN 978-0-09-191757-9.
- Auschwitz: The Nazis and the 'Final Solution'. BBC Books. 2005. ISBN 978-0-563-52296-6.
- Horror in the East: The Japanese at War 1931–1945. BBC Books. 2001. ISBN 978-0-563-53426-6.
- Rees, Laurence (1999). The War of the Century: When Hitler Fought Stalin. BBC Books. ISBN 978-0-563-38477-9.
- The Nazis: A Warning from History. BBC Books. 1997. ISBN 978-0-563-38704-6.

### Magyarul
- Auschwitz. A nácik és a "végső megoldás"; ford. Babits Péter; Alexandra, Pécs, 2005
- A nácik. Történelmi tanulságok; ford. Babits Péter; Alexandra, Pécs, 2007
- A legsötétebb óra. Döbbenetes vallomások a második világháború pokláról; ford. Babits Péter; Alexandra, Pécs, 2009
- Zárt ajtók mögött. Sztálin és a Nyugat politikai játszmái; ford. Babits Péter; Alexandra, Pécs, 2011
- A holokauszt. A gyűlölet gyökereitől a Harmadik Birodalom összeomlásáig; ford. Kisantal Tamás; Libri, Bp., 2022

## Külső források
- Laurence Rees hivatalos weboldala
- WW2History.com Hitlertől Sztálinig – a II. világháború története
- Nemzetközi Dokumentumfilm Díj weboldala
- Laurence Rees at the Internet Movie Database